# Olimar
Olimar (hiszp. Río Olimar lub Río Olimar Grande) – rzeka w Urugwaju w Ameryce Południowej.
Ma swoje źródła w paśmie Cuchilla Grande, na południowy zachód od Santa Clara de Olimar w departamencie Treinta y Tres, skąd płynie w kierunku wschodnim. Położone jest nad nią miasto Treinta y Tres. Uchodzi do rzeki Cebollatí wpadającej do laguny Mirim.

## Dopływy
- Olimar Chico
- Arroyo de los Membrillos
- Arroyo de los Ceibos
- arroyo Las Piedras
- Arroyo de la Lana
- Arroyo Yerbal Grande
  - Arroyo Yerbal Chico
  - Yerbalito
- arroyo del Oro
- Arroyo de los Porongos
- arroyito de la isla de Ternera
- arroyo Lagarto
- Avestruz Grande
- arroyo Rosario
- arroyo del Carmen
- arroyo de los Pavos